# Георги Сурсувул
Георги Сурсувул (George Sursuvul, Sursubul) е български болярин при управлението на цар Симеон I Велики, пръв пълководец, върховен главнокомандващ в българската войска и един от първите държавни дипломати при Петър I. Негова сестра е съпругата във втория брак на цар Симеон Велики и майка на цар Петър, Иван и Вениамин - Боян Мага. В последните години от царуването си Симеон го определя за съуправител и наставник на младия цар Петър I, с когото повеждат военен поход и сключват мирния договор с Византия за „Дълбок мир“, по който цар Петър е признат от Константинопол за император, жени се за дъщерята на василевса Ирина Лакапина, а Българската Патриаршия е канонично призната.

## Настойничество на цар Петър
Георги Сурсувул е определен лично от цар Симеон в предсмъртния му час (27 май 927 г.) за настойник и съуправител на младия Петър по ред причини. Новият владетел не е малолетен (той е на повече от двадесет години тогава), но му липсва нужният опит, за да се справи сам със сложните проблеми на обширната си държава. Войната с Византия, водена, макар и с малки прекъсвания, вече 15 години, изглеждала далече от своя край поради амбициите на Симеон, които били споделяни и от по-голямата част от българската аристокрация. Немного преди смъртта си, Симеон влязъл в непримирим конфликт с първородния си син Михаил. Престолонаследникът бил лишен от правата си върху престола и насилствено подстриган за монах. В този смисъл Петър още повече се нуждаел от настойник, тъй като не бил обучаван да ръководи държавата. Така че твърдението, че Симеон Велики съзнавал големите недостатъци на своя втори син и поради това го поверил на Георги Сурсувул, е лишено от сериозни доказателства. То се основава единствено на формиралото се отрицателно отношение към този български владетел, което не е съвсем оправдано.

## Външна политика

### Договорът от 927 г.
На първо време Георги Сурсувул и Петър продължили да следват непримиримия към империята Симеонов курс. Това обаче не било лесно, а вече било и недостатъчно разумно. Не би било пресилено да се каже, че в последните си години и самият Симеон бил загубил ясна перспектива за хода на дълголетния конфликт – както личи от срещата му с император Роман Лакапин през септември 924 г., сам опипвал почвата за сключване на изгоден мирен договор. Към това се прибавили и нови проблеми. Наред с умората от войната, страната изпитвала сериозни стопански трудности. Както и да преценяваме Симеоновите войни, въпреки малките човешки загуби при тях след 917 г., все пак през голяма част от годината, значими маси от мъжкото население на страната напускали селскостопанските си работи. Издръжката на силна армия изисквала значителни средства и материални разходи. При това 927 г. била извънредно тежка – голяма суша и нашествие на скакалци, които унищожили и без това лошата реколта. Гладът станал често срещано явление в много региони. Външнополитическите проблеми от края на Симеоновото царуване очертали една зараждаща се коалиция от околни народи срещу България – ромеи, хървати, унгарци. Също и сърби, които рано или късно щели да въстанат срещу наложената в 924 г. българска власт. Всичко изброено давало достатъчно основание да се започне работа по сключването на изгоден мир с Византия.
Хронистите съобщават, че Георги Сурсувул и Петър свикали дворцово съвещание, на което била обсъдена външната политика и по-конкретно проблемът с Византия. В него явно участвали тези високопоставени лица, които виждаме и по-късно като активни участници в политическите дела – Стефан (най-близък роднина, може би братовчед на царя), калутаркан Симеон (зет на Симеон, женен за сестра на Петър), магот Крон (висш военачалник), миникът (началник на конницата), положително и ичиргу боилът Мостич, а навярно и редица други. В българската историография е спорно дали военната акция в Източна Тракия по това време е предварително уговорена демонстрация на сила, имаща за цел да удовлетвори очакванията на най-твърдите привърженици на Симеоновата политика сред болярството или Петър наистина е имал за цел превземането на отделни крепости в района.
Военните действия започнали през лятото на същата 927 г. и, както отбелязва един византийски хронист: "...Петър, използвайки още по-жестоко (от баща си) обстоятелствата, срина до основи завзетите от баща му тракийски градове...“ Каквито и да са причините за тази кампания, последващият развой на събитията е добре известен – започнали преговори за мир.
Пристрастните към своята страна византийски хронисти твърдят, че инициативата за мирни преговори била на българите, тъй като царят и неговият кавхан уж се били уплашили от вестта за предстоящ поход на Роман Лакапин.
В Константинопол се явил монахът арменец Калокир. Трудно може да се приеме, че той е бил действителен български пратеник. По-вероятно е да е бил приближен на императора, използван за размяна на съобщения с българския цар. Калокир тръгнал обратно към Месемврия (Несебър) със специален кораб, придружен от още двама пратеници, които имали нови пълномощия. След този нов контакт, Георги Сурсувул и Петър, вече наистина изпратили със задача да проведе предварителни преговори споменатия Стефан, който тръгнал по суша към Константинопол заедно с хората на императора. Това показва, че в Месемврия между двете страни било сключено някакво временно примирие.
През септември към Стефан се присъединили другите членове на официалната българска делегация, ръководена от самия Сурсувул, заедно с калутаркан Симеон (същият бил и сампсис, т.е. началник или секретар на владетелската канцелария), с магот Крон и с неизвестния по име миник. Те преговаряли с Роман Лакапин и избрали Мария (Мария-Ирина), дъщеря на неговия син и съимператор Христофор Лакапин, за бъдеща съпруга на царя. Мирният договор от българска страна бил подписан от Георги Сурсувул, а един византийски магистър бил изпратен да доведе цар Петър в Константинопол за предстоящото бракосъчетание. Царят бил посрещнат с почит от Роман Лакапин, а на 8 октомври станала сватбата му с принцеса Мария Лакапина, която нарекли „Ирина“ („Мир“) в чест на мирния договор. Младоженците били венчани от самия патриарх, а Сурсувул бил техен кум. По време на бляскавото и пищно угощение българите направили един реверанс към Лакапин и фамилията му, като поискали царският тъст Христофор да бъде изведен на второ място във византийската йерархия. Това било сторено в ущърб на законния ромейски василевс Константин VII Багренородни (913 – 959), когото регент-императорът Лакапин се стремял окончателно да отстрани в полза на синовете си. Но по този начин българите косвено издигали и престижа на своя владетел, който не можел да има за тъст един третостепенен политик, макар и с императорска титла.
След церемониите и празненствата Петър, новата царица и всички останали, се завьрнали в Преслав. Мария-Ирина заминала за България с „разновидни богатства“ и своя византийска свита.

### Последици от мирния договор
Много е писаното за този мирен договор и последиците му. Твърди се, че Георги Сурсувул отстъпил значителни земи (до някогашната граница от 896 и 904 г.), че царицата и свитата ѝ били буквално византийска агентура в Преслав и т.н. Тези упреци имат само някои частични основания, Византия навярно имала достатъчно канали за информация какво става в България (както и българите за онова в императорския дворец), за да се налага самата царица да се занимава с шпионаж. Що се отнася до държавите граници, то те наистина отстъпили на север, поне в Тракия, но и това не било някаква особена отстъпка, а по-скоро нормализиране а нещата. Както личи от изворите, тези земи били под режим на военна окупация, без възможности да бъдат трайно задържани и усвоени. За сметка на всичко това бил сключен т.нар. „дълбок мир“ (традиционно за срок от 30 години), българският владетел бил официално признат за цар, в разрез с вековната виз. практика му била дадена съпруга от самия императорски дом. Както разказва десетилетия по-късно един западен хронист, при сключването на мирния договор „било подписано писмено клетвено споразумение“, с което ромеите се задължавали „да предпочитат, честват и уважават българките пратеници пред пратениците на всички други народи“. Българският цар бил смятан за по-знатен дори от „западноримския“ немски император. Обстоятелство, което свидетелства за порасналия международен престиж на българската държава. Империята се задължила да плаща годишен данък, чийто размер едва ли е бил символичен. Най-важната последица от договора обаче е признаването на българския архиепископ Дамян за патриарх.
Мирният договор не бил посрещнат еднозначно от българската аристокрация. Групировката на т. нар. Симеонови велможи, към която принадлежали и царските братя Иван и Боян, смятала сключването му едва ли не за поражение. Изглежда Георги Сурсувул трябвало да направи известни отстъпки и както научаваме от един печат, Иван навярно тогава е получил титлите багатур и канартикин. По начало прабългарската традиция включвала наследяването на престола според правилото „брат след брата“. Още през 928 г. канартикинът се опитал да свали Петър, но заговорът бил разкрит. В 930 г. към короната посегнал и монахът Михаил, първородният син на Симеон, и само неочакваната му смърт предотвратила междуособната война в страната.
През 928 г. използваният четири години по-рано като марионетка сръбски княз Чеслав Клонимирович успял да избяга от Преслав. С подкрепата на Византия сърбите отхвърлили българската власт. Всички тези неуспехи оказали сериозно негативно влияние върху бъдещето на Георги Сурсувул в политиката.

## Излизане от политическия живот
Не е ясно докога той бил регент на младия цар, но не е изключено несполуките в 928 – 930 г. да са довели до неговата смяна или до оставането му на заден план в преславския двор. Към 930 г. цар Петър, който и без това отдавна бил пълнолетен, изглежда сам поел в ръцете си държавните дела. Възможно е също, познавайки отлично ситуацията в Константинопол (там такъв един „регент“ и „настойник“ – Роман Лакапин, на практика почти бил отстранил законния император Константин VII Багренородни), Петър е пожелал да се обезопаси откъм подобен развой на нещата. Георги Сурсувул оставал много авторитетна личност в двореца и имал голямо влияние сред аристокрацията, на всички нива. Отстраняването или отдалечаването на Сурсувул от властта същевременно е могло да бъде удобен компромис, който да снижи напрежението между враждебните болярски формации.
Да се даде цялостна преценка на дейността на Георги Сурсувул е трудна задача. Очевидно, за да заслужи високото доверие на самия Симеон Велики, той бил ярка личност, притежаваща опит и държавнически качества. Това проличало и при сключването на договора с Византия. Изглежда обаче недооценяването на разностранните политически фактори, тромавите и колебливи реакции, така характерни за самия цар Петър, са били присъщи в голяма степен и на кавхана.